# BAGEL&BAGEL
BAGEL & BAGEL（ベーグル・アンド・ベーグル）は、日本全国に約40店舗を展開するベーグル専門店チェーンである。

## 概要
株式会社ドリームコーポレーション（現株式会社アルテゴ）が運営するベーグル専門店で、1997年4月15日に東京都新宿区新宿御苑に第1号店を開店した。日本でのベーグル専門店としては、すでに1992年に開店したベーグルK等の先発企業があったが、ドリームコーポレーションでは2003年に店舗が30に達し、日本のベーグル専門店として店舗数第1位になったとしている。
BAGEL & BAGELの店舗は、2010年現在までは約70店ほど展開し、JR東日本グループのアトレ、エキュート、東京メトロのエチカ、メトロピア等のいわゆる駅ナカや、百貨店のいわゆるデパ地下、商社系のアウトレットモールなどへの出店が多かった。
2016年4月現在では40店舗に減少しているが、実店舗よりも病院売店、社員食堂、スポーツジム、大学生協、成城石井などへの卸売りのシェアを広げており、また個人経営その他のカフェ店内に販売コーナー等を設置する「ファミリー加盟店」が10数店舗存在している。
2016年3月には江坂店、同4月にはウィング川崎店、9月には渋谷ヒカリエ ShinQs店が新規オープンするなど、再び実店舗を増やす動きがみられる。
また過去には、日本航空や全日空の機内食やラウンジでもBAGEL & BAGELのベーグルが供されたことがあり、2008年の洞爺湖サミットで日本国政府専用機の機内食として採用されたこともある。
2016年11月、アスラポート・ダイニング（現JFLAホールディングス）がBAGEL & BAGELを運営するドリームコーポレーションの株式を取得すること及びドリームコーポレーションが実施する第三者割当増資の株式を引受けすることにより、連結子会社化すると発表した。この件により創業20年目にして初のフランチャイズ事業に参入するため、2017年1月には神保町店を閉店し、改修工事を経てフランチャイズ加盟店向けトレーニングセンターとして2017年3月より運営開始の予定。
2018年7月、株式会社ドリームコーポレーションが、同じくアスラポート・ダイニングの連結子会社である株式会社モミアンドトイ・エンターテイメント及び株式会社フードスタンドインターナショナルを吸収合併し、株式会社アルテゴに商号変更した。

## メニュー
- BAGEL & BAGELの商品

- 定番ベーグルは10種類以上あり、それとは別に「マンスリーベーグル」「シーズナルベーグル」などが毎月数種類販売される。
- 定番ベーグルをアレンジした「プレミアムベーグル」やベーグルの間に他の食材を挟んだ「ベーグルサンド」など様々な種類のベーグルも販売される。
- 2014年9月には、「進化系ベーグル」として、クロワッサン生地と合わせた「クロワッサンベーグル」を発売[10]。
- 2015年11月には、「コーヒーフラワーチョコベーグル」を新発売。通常ほとんどは河川などに捨てられているとされるコーヒーチェリーの果実・果皮を粉末化した「コーヒーフラワー（Coffee flour）」を使用した日本初の商品である[11][12][13]。
- サイドアイテムのスイーツとしてオリジナルの「マフィン」「スコーン」「ブラウニー」なども販売している。

## その他特徴ある事柄
- ロゴマークにある3つの星は、創業時の中心メンバー3名を表したもので、「日本におけるベーグルの文化的定着」の願いが込められている[14]。

- 「BAGEL & BAGEL」に勤務するアルバイトスタッフは、スペイン語で友だちを意味する「アミーゴ」と呼ばれている。親近感を持って勤務に臨める環境を作るという意味で創業時から続いている[15]。

## 店舗
イートイン可能なカフェ店、テイクアウト専門の物販店に分類される。

### カフェ店

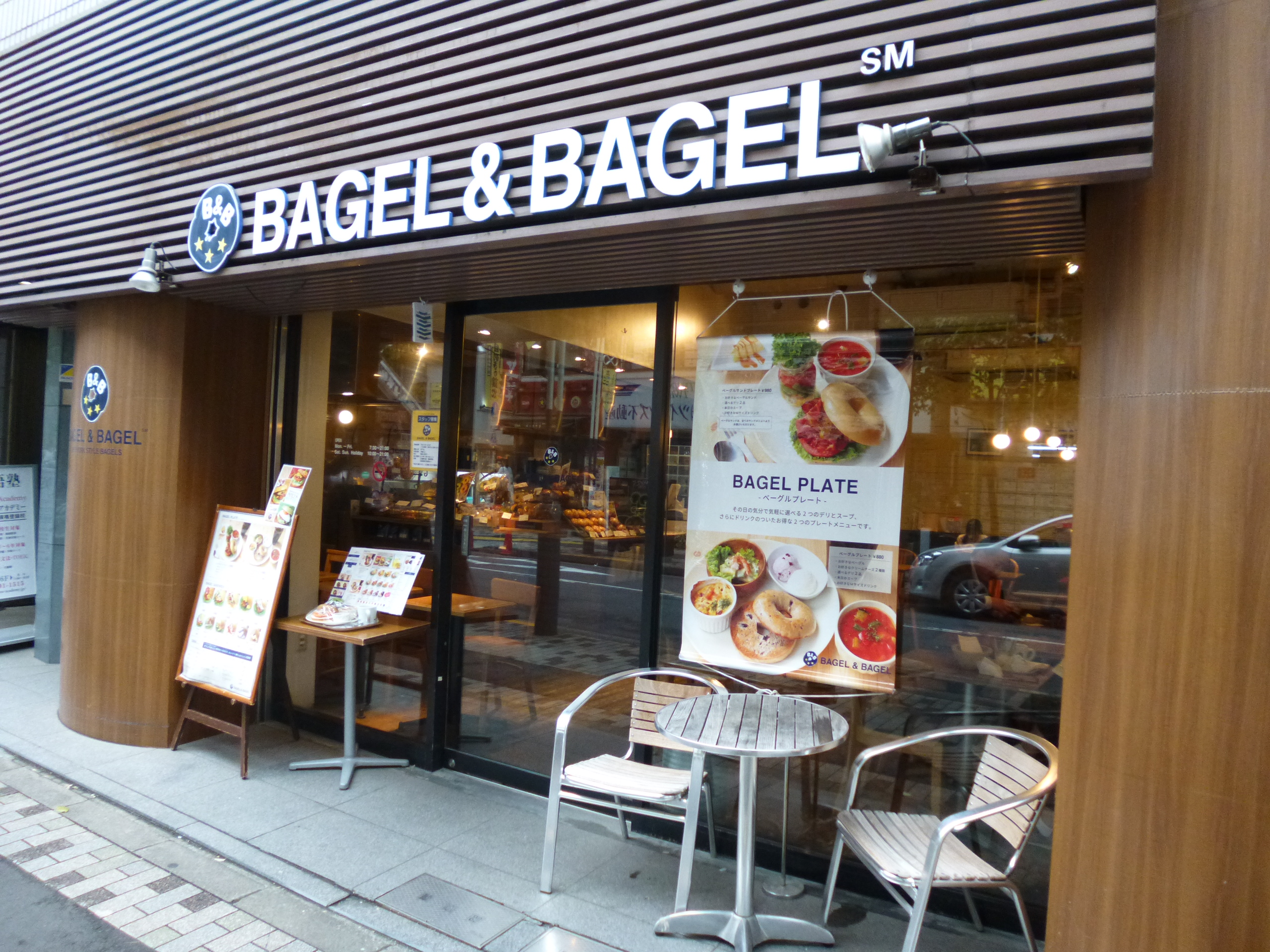
恵比寿店（カフェ店）。商業施設での出店傾向が高い中で唯一の路面店である。

#### 東北
- 青森 - 青森ELM店
- 宮城 - エスパル仙台店

#### 関東
- 東京 - アトレ大森店（4F）、エキュート赤羽店、恵比寿店、二子玉川店
- 茨城 - あみプレミアム・アウトレット店
- 栃木 - 佐野プレミアム・アウトレット店
- 千葉 - 流山おおたかの森店、成田空港店
- 神奈川 - ルミネ横浜店、武蔵小杉店

#### 東海
- 愛知 - 名古屋パルコ店
- 岐阜 - 土岐プレミアム・アウトレット店

#### 関西
- 大阪 - ルクア大阪店、阪急三番街店、なんばパークス店、りんくうプレミアム・アウトレット店

#### 中国
- 広島 - アッセ広島店（5F）

### 物販店

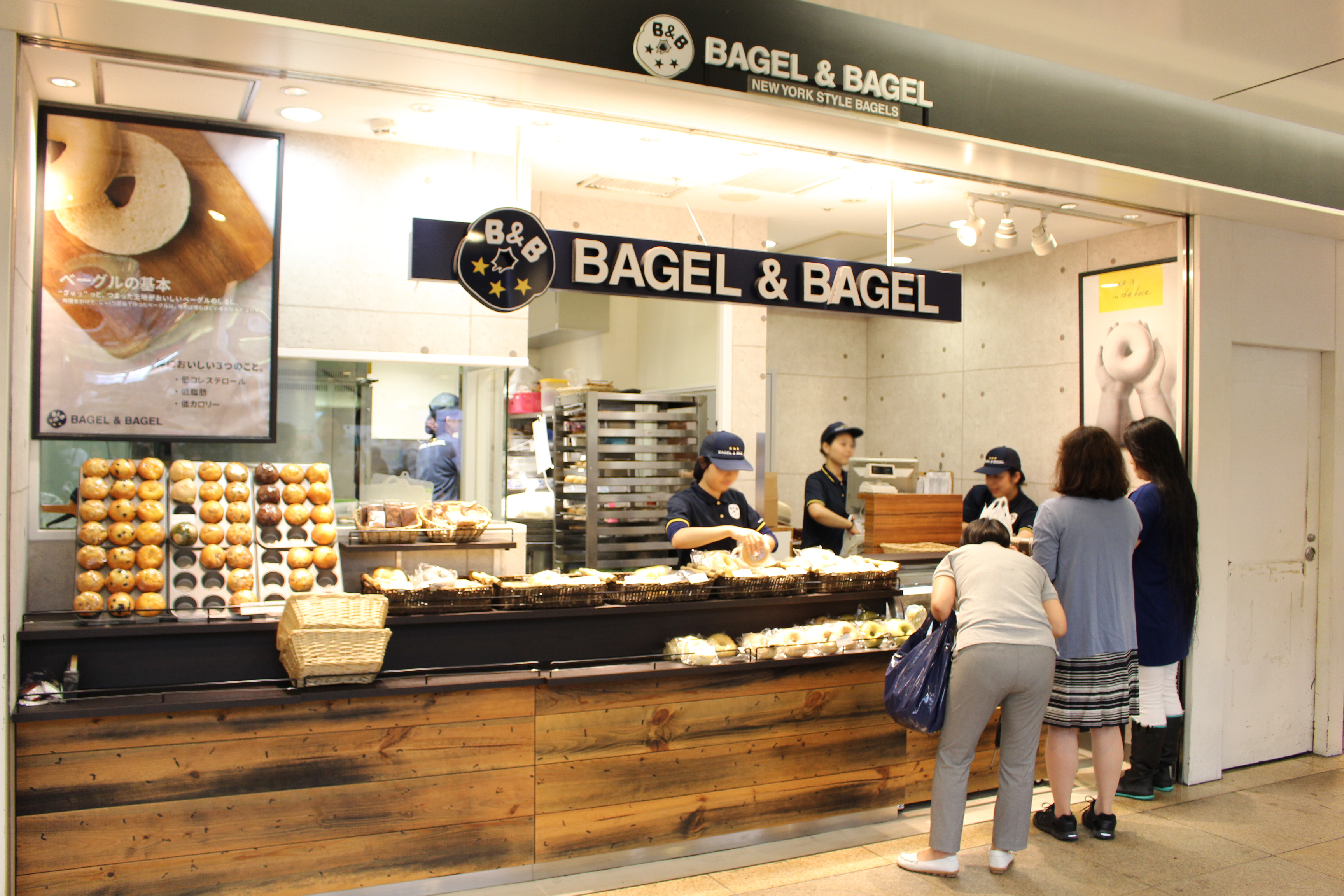
蒲田駅構内店（物販店）。グランデュオ蒲田の駅構内にある。

#### 関東
- 東京 - 羽田空港店、アトレ大森店（1F）、蒲田駅構内店、ルミネ荻窪店、グランスタ店、池袋東武店、エチカ表参道店、渋谷ヒカリエ ShinQs店
- 埼玉 - エキュート大宮店
- 千葉 - ペリエ千葉店、ペリエ海浜幕張店、
- 神奈川 - 大船ルミネウィング店、京急百貨店上大岡店

#### 東海
- 静岡 - 浜松メイワンエキマチ店
- 愛知 - 名古屋三越店

#### 関西
- 大阪 - JR大阪駅構内店、阪神梅田店、江坂店

#### 中国
- 広島 - アッセ広島店（B1F）

## コンビニエンスストアでの展開
- 2009年10月にはコンビニエンスストアのミニストップの関東地区の店舗において、BAGEL & BAGELのベーグルを使用したオリジナルサンドウィッチが期間限定で発売された[16]。

- 2011年9月にはローソン全店において、BAGEL & BAGELプロデュースのベーグル（第一弾はを販売「プレーン」「抹茶ホワイトチョコ」）を販売、2013年春の「クランベリーホワイトチョコ」「カスタードキャラメル」の第四弾まで続いた。

## BAGEL & BAGELに所縁のある著名人
- 吉田結衣 - お笑いコンビ・シンクロックのツッコミ担当（2017年1月解散）。BAGEL & BAGELで長年バイトを続けており、大阪高島屋店では閉店までの8年間バイトをしていた[17]。また、日本テレビ「あのニュースで得する人損する人」で“家事えもん”（松橋周太呂）の仲間“バタコやん”として登場。家庭で簡単に作れるパンのレシピを紹介した後、「じゃあこれからBAGEL & BAGELのバイトに行ってきます！」と言い残して立ち去った。2016年8月17日放送のMBSラジオ「松井愛のすこ～し愛して★」に出演時は、現在も阪神梅田店に籍を置いていると述べている。
- 大山加奈 - 元バレーボール日本女子代表選手。「週刊文春」2015年12月3日号の「おいしい！私の取り寄せ便」インタビューで、BAGEL & BAGEL通販サイトを利用している事を明かしている[18]。
- 大沢ケイミ - タレント。BSジャパンの「とりよせ亭」に、BAGEL & BAGEL通販限定の「ベーグルピザドッグ」（現在は終売）を手土産にゲスト出演[19]。
- 村瀬秀信 - ライター、コラムニスト。散歩の達人で連載している「絶頂チェーン店Full Throttle」にて、BAGEL & BAGELをテーマに、ヘルシーなイメージがあるベーグルを「オッサンのための完全栄養食」と題して、独特の表現力で書き綴っている[20]。
- 今柊二 - エッセイスト、定食評論家。神奈川新聞で連載している「私の好きな喫茶店」で、定食スタイルで供されるルミネ横浜店限定の「BAGEL TEI-SHOKU」を紹介している。定食はご飯、という自身においての縛りがあるため、メイン連載の「かながわ定食紀行」ではなく、前述のコーナーでの紹介となる[21]。
- 藤本記子 - 作詞家、作曲家、ボーカリスト。ベーグルが大好きで全国各地の専門店を食べ歩いたり取り寄せを行ったりと、かなりのベーグルオタクを自称している。20代半ばに、BAGEL & BAGELの「メープルウォルナッツ」ベーグルを食べて衝撃を受けたことがきっかけだったと述べている[22]。

## アルテゴの運営するブランド
- BAGEL&BAGEL（ベーグル）
- CHELSEA CAFE（カフェ）
- DRUNK BEARS（PUB)
- OMG！CAFE（カフェ）
- MOMI&TOY'S（クレープ）
- たこばやし（たこ焼）
- 瑪蜜黛（タピオカドリンク）
- CrepesFamilia（クレープ）
- CUP&CUPS（タピオカドリンク）